# 精彩鬥士
精彩鬥士（英語：Redkirk Warrior，來港前稱），是一匹曾在英國、香港和澳洲出賽的已退役賽駒，在港練馬師是蘇偉賢，轉往澳洲服役後由三位練馬師大衛希斯、比安希斯及戴寶力共同訓練。競賽生涯中三勝國際一級賽。

## 簡介
週歲價為22,000堅尼的「精彩鬥士」以英國為基地，兩戰全勝。其後，「精彩鬥士」被運來香港服役，加盟蘇偉賢馬房。
2015年1月4日，「精彩鬥士」於香港首次出賽。
2015年2月1日，「精彩鬥士」打開其在港的勝利之門。
2015年2月15日，莫雷拉策騎「精彩鬥士」出戰四歲系列賽次關香港經典盃，取得第二名，僅以鼻位之差不敵「酷男」。
2015年3月15日，莫雷拉策騎「精彩鬥士」出戰四歲系列賽尾關香港打吡大賽，取得第十一名。
2015年11月29日，潘頓策騎「精彩鬥士」出戰第一班盃賽其士盃，取得第五名。「精彩鬥士」來港後因場地比外國更快更硬而令來港前已有的蹄甲問題更為突出，無可奈何下宣告退役，正式結束其在港的競賽生涯，并繼而經練馬師蘇偉賢鼓勵下而轉往澳洲服役，由三位練馬師大衛希斯、比安希斯及戴寶力共同訓練。
2016年11月12日，韋紀力策騎「精彩鬥士」勝出澳洲墨爾本沙丘園馬場的國際三級賽沙丘園錦標。
2017年3月11日，貝力斯策騎「精彩鬥士」勝出澳洲墨爾本費明頓馬場的國際一級賽新市場讓賽。
2017年9月16日，貝力斯策騎「精彩鬥士」勝出澳洲墨爾本費明頓馬場的國際二級賽波比路易仕錦標。
2018年2月17日，貝力斯策騎「精彩鬥士」勝出澳洲墨爾本費明頓馬場的國際一級賽閃電錦標。
2018年3月10日，貝力斯策騎「精彩鬥士」勝出澳洲墨爾本費明頓馬場的國際一級賽新市場讓賽，成功蟬聯這項賽事。
2019年3月11日，「精彩鬥士」宣告退役，正式結束其競賽生涯，並隨後被送往澳洲墨爾本的Living Legends牧場頤養天年。

## 在港勝出賽事全紀錄
| 比賽日期   | 賽事名稱 | 賽事班次 | 賽道 | 賽事路程 | 比賽馬場 | 名次 | 完成時間 | 騎師   |
| ---------- | -------- | -------- | ---- | -------- | -------- | ---- | -------- | ------ |
| 01/02/2015 | 友愛讓賽 | 第二班   | 草地 | 1600米   | 沙田馬場 | 1    | 1:35.33  | 莫雷拉 |